# Angitula solomonensis
Angitula solomonensis är en tvåvingeart som beskrevs av Malloch 1940. Angitula solomonensis ingår i släktet Angitula och familjen bredmunsflugor. Inga underarter finns listade i Catalogue of Life.